# 冨田奈央子
冨田 奈央子（とみた なおこ、 1989年6月10日 - ）は、フリーアナウンサー。元広島ホームテレビ (HOME）（テレビ朝日系列）、および、元IBC岩手放送（2012年 - 2016年）のアナウンサー。広島県広島市出身。

## 来歴
1989年（平成元年）6月10日生まれ、広島県広島市出身。広島県立広島国泰寺高等学校在学中に、広島ホームテレビ『ホビーの匠』に匠子として数度出演した。また、広島FM『大窪シゲキの9ジラジ』にも出演したことがある。2007年（平成19年）には、第54回NHK杯全国高校放送コンテストのアナウンス部門において優良賞を受賞した。
同校卒業後、日本大学芸術学部放送学科に入学。野球部のマネージャーを務めていた。同大3年時の2010年（平成22年）、埼玉県所沢市のローカルヒーロー『航空戦士トコロザワン』のPRビデオで「アンリちゃん」役を演じた。また同年、ミス日芸コンテスト2010に出場した。
2012年（平成24年）4月、IBC岩手放送に入社。東北地方太平洋沖地震（東日本大震災）が発生した2011年（平成23年）3月11日から約1年後に被災3県の1つである岩手県において社会人生活を開始し、アナウンサーとして被災地に暮らす人々との出会いにより様々な経験を重ねた。それは、入社した年の11月27日に、出身地である広島県の広島市立牛田中学校における講演にもつながった（牛田商店街の関係者も聴衆に加わった）。
2016年（平成28年）3月31日付でIBCを退職。同局『冨田奈央子のアフタースクールらじお!』は同期入社の松原友希が引き継ぎ、『松原友希のアフタースクールらじお』となった。
2017年（平成29年）1月に広島ホームテレビにアナウンサーとして入社した。大学時代に「広島に恩返しできるアナウンサー」をなりたい職業としていたが、その第一歩を踏み出した。
2018年（平成30年）11月、第17回ANNアナウンサー賞 優秀賞 ナレーション部門 受賞。
2019年12月をもって広島ホームテレビを退職。
2020年4月より広島エフエム放送にて自身がパーソナリティを務める『冨田奈央子のぶらフラ!』がスタートしたが10月より産休に入るため、9月末をもって番組終了となった。
2021年4月よりテレビ復帰。

## 人物
身長は159cm、血液型はA型。
中学の頃から9ジラー（広島FM「9ジラジ」のリスナー）だった。
愛称は、岩手時代は『じゃけえ姫』、広島では『トミー（Tommy）』。
日本話しことば協会「アナウンス検定」2級、FLAネットワーク協会「食生活アドバイザー検定」3級を大学時代に取得している。また、国際薬膳食育学会「国際薬膳食育師」や介護予防健康アドバイザー、ホームヘルスケアプランナーも取得している。
地元広島東洋カープに対し「依存症」と表現するほどの熱狂的ファンである。またアニメソングにも詳しい。芸術学部出身という能力を生かして番宣の手描きのイラストを描いたり、番組内で特技であるギターの弾き語りを披露することがあった。
好きな言葉は、金子みすゞの「みんなちがってみんないい」。

## 現在の出演
テレビ
- H♪LINE（広島ホームテレビ）ナレーション
- 呉市広報番組『ここKUREじゃんじゃん』（広島ホームテレビ）ナレーション

ラジオ
- 広島FM ニュース担当（2020年1月 - ）

## 過去の出演

### 高校時代
- ホビーの匠（広島ホームテレビ） 匠子
- 大窪シゲキの9ジラジ（広島FM）
- 2007年（平成19年）第54回NHK杯全国高校放送コンテスト アナウンス部門 優良賞を受賞

### 大学時代
- 埼玉県所沢市ローカルヒーロー『航空戦士トコロザワン』PRビデオ（2010年） アンリちゃん 役

### IBC岩手放送時代

#### テレビ
- 岩手日報IBCニュース
- ニュースエコー（気象担当。2012年4月〜2013年3月）
- サンドのぼんやり〜ぬTV（アシスタント。TBC2013年11月19日放送回） ※TBC制作
- いまどきコレクション
- わが町バンザイ
- ナオちゃんねる
- じゃじゃじゃTV（毎週土曜 09:25-11:30  2012年4月〜2016年3月）

#### ラジオ
- マカタトSTUDIO 3600（金曜担当。2012年10月5日〜2013年3月29日）
- イブニングジャーナル（金曜担当、18:00-18:20　2013年10月4日～2014年3月28日）
- IBCラジオ実況中継 岩手競馬クロス(X)（アシスタント）
- 冨田奈央子のアフタースクールらじお!（2013年4月5日～2016年3月25日[※ 4]）

### 広島ホームテレビ時代
テレビ
- ひろしま県議会ダイジェスト
- HOME NEWS（2017年 - 2019年）
- HOME Jステーション
- あっぱれ!熟年ファイターズ（2017年4月 - 2017年12月30日）
- 大窪シゲキの9ジラジテレビ（2017年 - 2019年、広島FM）9ジラジサポーター
- あンテな（2017年 - 2019年）映画インタビュワー
- ぽるぽるダンス（2017年 - 2019年）
- よなよなテレビのたまご「ひろしま覆麺調査団」（2017年6月2日・6月9日） ナレーション
- 勝ちグセ。カープSP 女子アナと振り返る!CARP2017連覇の軌跡（2017年12月30日）
- ひろしま深掘りライブ フロントドア　ナレーション
- みみよりライブ 5up!（2018年4月 - 2019年12月19日） ニュースキャスター
  - 瀬戸内グルメ天国（ - 2019年） - リポーター
- ドキュメント広島（2018年6月 - ）ナレーション
  - ドキュメント広島「廃線、その先に」（2018年6月22日）
  - ドキュメント広島「道は濁流になった」（2018年7月27日）
  - ドキュメント広島「消えゆくまちの行方」（2018年12月28日）
  - ドキュメント広島SP「1000人の証言から見えた"避難の壁"」（2018年12月29日）
  - ドキュメント広島SP「児童たちを見てきた木造校舎 〜49色のペン 最後の1年〜」（2019年4月7日）
  - ドキュメント広島「私は何者なのか 〜原爆で孤児となって〜」（2019年12月28日）（60分）
- あっぱれ!西郷どんゆかりの鹿児島・奄美ちょっと贅沢な2泊3日の旅（2018年11月24日）
- 勝ちグセ。カープSP 女子アナと振り返る 2018CARP3連覇の軌跡（2018年12月29日）
- 味覚開発型 食育テレビ食べて応援｢ひろしまごはん｣（2019年1月19日）MC
- 鯉のはなシアター（2019年5月27日  - 2019年9月9日）ナレーション

配信
- ぽるぽるLIVE「ぶちアゲ↑7↓ダウン」（2019年3月5日・12日・19日）火曜MC 19時〜
- ぽるぽるLIVE → ぽるぽるTV「ぶちアゲ↑7↓ダウン」（2019年4月12日 - 12月20日）金曜MC 19時〜
- ぽるぽるLIVE → ぽるぽるTV「ピンクリボンLabo」（乳がん情報番組）（2019年）MC 毎月1回配信

### フリーアナウンサー時代
- テレメンタリー2020「揺れる平和都市〜被服支廠は残るのか〜」（2020年8月2日:テレビ朝日、2020年8月6日：広島ホームテレビ / 制作：広島ホームテレビ）ナレーション
- 夏季広島県高校野球大会 特別番組「夏詩2020〜ぼくらのキセキ〜」（2020年8月7日、広島ホームテレビ）ナレーション
- 冨田奈央子のぶらフラ!（2020年4月3日 - 2020年9月25日、広島FM）
- ハナノサ!（2020年1月 - 10月 / 2021年4月29日 - 12月 / 2022年10月 - 12月22日、広島ホームテレビ）ナビゲーター